# تعطين
التعطين أو نقع القنب هي عملية تُعالج فيها ألياف النباتات بنقعها في الماء لتليينها وترطيبها كي ترق أليافها كما في عمليات تنقيع نبات الكتان.